# Rễ giả
Rể giả là các phần nhô ra được kéo dài từ các tế bào biểu bì dưới của rêu và tảo. Chúng có cấu trúc và chức năng tương tự như lông rễ của thực vật có mạch. Cấu trúc tương tự được hình thành bởi một số loại nấm. Rễ giả có thể là đơn bào hoặc đa bào. Rễ là cơ quan đa bào bao gồm nhiều mô thực hiện chung một chức năng.
Thực vật có nguồn gốc trong môi trường nước và dần dần di cư vào đất liền trong quá trình tiến hóa dài của chúng. Dù là trong nước hoặc khu vực gần nó, thực vật có thể hấp thụ nước từ môi trường xung quanh mà không cần bất kỳ cơ quan hay mô hấp thụ đặc biệt nào. Ngoài ra, trong các trạng thái nguyên thủy của sự phát triển thực vật, sự phân biệt mô và phân chia trách nhiệm là tối thiểu, do đó không cần phải có mô hấp thụ nước chuyên biệt. Tuy nhiên, một khi thực vật xâm chiếm đất, chúng yêu cầu các mô chuyên dụng để hấp thụ nước hiệu quả, và cũng phải neo mình vào đất.
Rễ giả hấp thụ nước bằng hành động mao dẫn, trong đó nước di chuyển lên giữa các sợi của rễ giả và không qua từng cái như trong rễ.
Trong nấm, rễ gia là sợi nấm phân nhánh nhỏ mọc xuống từ các tấm thân bò neo nấm vào chất nền, nơi chúng giải phóng các enzyme tiêu hóa và hấp thụ các chất hữu cơ được tiêu hóa. Đó là lý do tại sao nấm được gọi là dị dưỡng bằng cách hấp thụ. Trong thực vật trên cạn, rể giả là cấu trúc hìhh tóc để để cố định cây xuống đất. Trong rêu tản, chúng không có hoặc đơn bào, nhưng đa dạng trong rêu. Trong thực vật có mạch chúng thường được gọi là lông rễ, và có thể là đơn bào hoặc đa bào.
Trong một số loài tảo nhất định, có một hệ thống rễ giả rộng lớn cho phép tảo bám vào một chất nền cát từ đó nó có thể hấp thụ chất dinh dưỡng. Tuy nhiên, các loài nổi tự do hiển vi không có rễ giả.